# Culprit
Culprit ist eine US-amerikanische Heavy-Metal-Band aus Seattle, Washington.

## Geschichte
Im Jahre 1979 spielen die beiden Heavy-Metal-Bands Orpheus und Amethyst ein gemeinsames Konzert an einer High School. Da beide Bands keine nennenswerten Erfolge erzielen konnten, gründeten die Orpheus-Mitglieder John DeVol (Gitarre), Scott Earl (Bass) und Bud Burill (Schlagzeug) mit dem Amethyst-Sänger Jeff L’Heureux und dem Gitarristen Kjartan Kristoffersen im Jahre 1982 die Band Culprit. Der Bandname ist das englische Wort für Angeklagter.
Noch im Gründungsjahr veröffentlichte die Band zwei Demos und steuerte ein Lied für den Sampler U.S. Metal, Vol. 2 bei. Schließlich wurde die Band von Shrapnel Records unter Vertrag genommen. Im Herbst 1983 wurde das Debütalbum Guilty as Charged veröffentlicht, welches musikalisch eine Mischung aus dem Hard Rock der 1970er Jahre und der New Wave of British Heavy Metal bietet. Das deutsche Magazin Rock Hard kürte Guilty as Charged zum „Album des Monats“, welches später Platz 476 in einer vom Rock Hard erstellten Liste der 500 besten Alben aller Zeiten belegte.
Der Erfolg überraschte die Band und insbesondere Sänger Jeff L’Heureux kämpfte in der Folgezeit mit Drogenproblemen. Nachdem Scott Earl und Kjartan Kristoffersen die Band in Richtung T.K.O. verlassen hatten, brach Culprit auseinander. Im Jahre 1985 reformierte sich die Band kurzzeitig und veröffentlichte ein weiteres Demo. Zwölf Jahre später spielte die Band ein Konzert in Seattle vor über 4.000 Zuschauer. Da Sänger Jeff L’Heureux kurz zuvor inhaftiert worden war, übernahm Scott Earl den Gesang. In den folgenden Jahren spielte die Band vereinzelte Konzerte.
Im Jahre 2005 erschien die Kompilation Innocent ‘Til Proven Guilty. Fünf Jahre später kam es zur offiziellen Wiedervereinigung von Culprit mit dem neuen Sänger Steve Nations und dem Gitarristen Tim Kleinman.

## Diskografie
- 1983: Guilty as Charged
- 2005: Innocent ‘Til Proven Guilty (Kompilation)